# Casa Borda

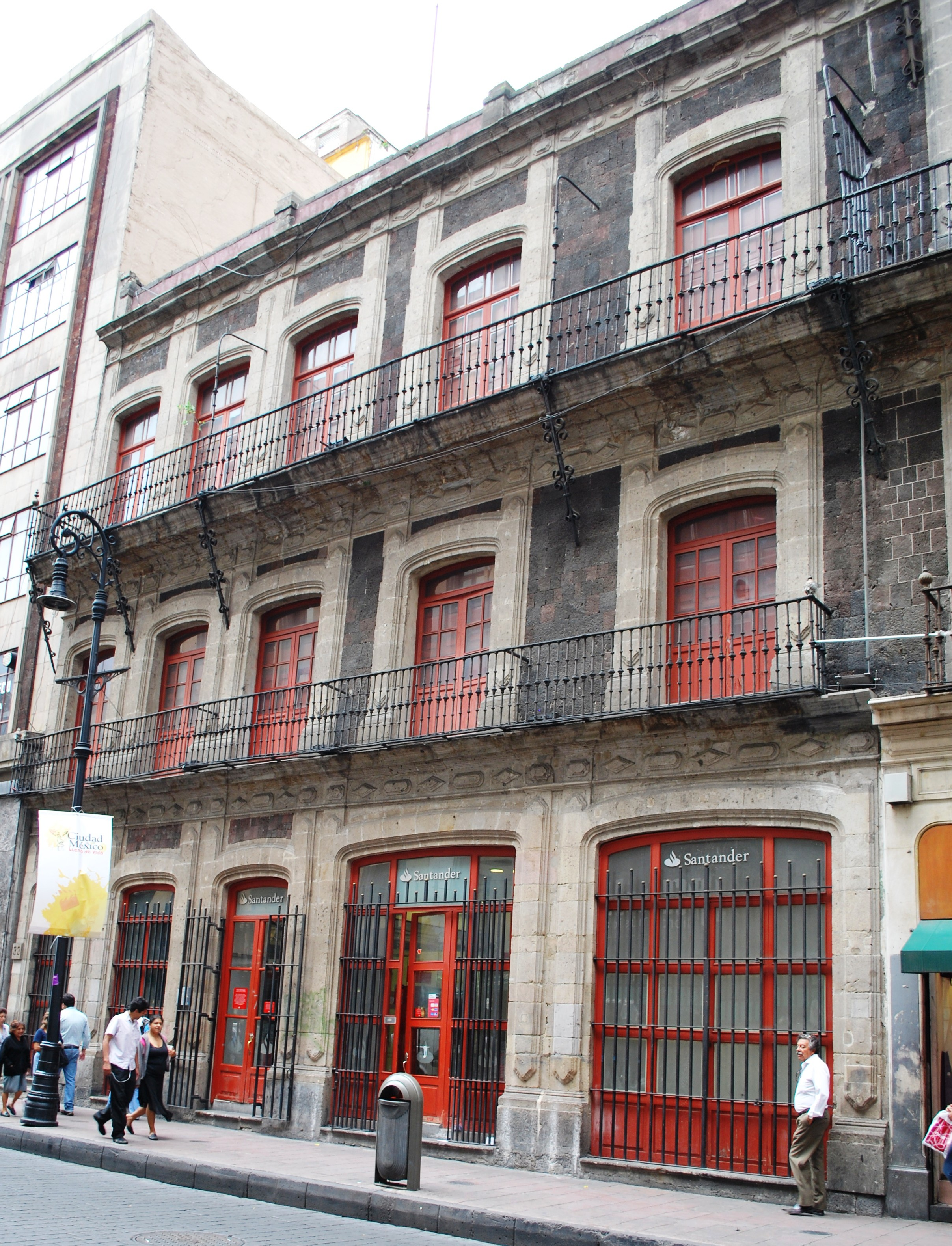
Parte de la fachada de la Casa de don José de la Borda.

La Casa Borda o Casa de don José de la Borda está ubicada en los números 27, 29 y 33 de la calle Madero, y 26-28 de la calle Bolivar en el Centro Histórico de la Ciudad de México, originalmente pertenecía al francés José de la Borda (Joseph de Laborde), quien fue uno de los hombres más ricos de la Nueva España en el siglo XVIII. Se destaca por sus notables características arquitectónicas, como los detalles decorativos de piedra esculpida en la planta baja. El edificio original abarcaba toda la manzana. Había varios patios interiores y el balcón, construido alrededor de todo el edificio, tenía un barandilla trabajada en herrería, soportado por ángulos en forma de patas de gallo. Esto permitía caminar alrededor de todo el exterior del edificio.

## Edificio original
Esta mansión fue construida como un regalo para la esposa de don José, Teresa Verdugo Aragonés e intentaba rivalizar con la de Hernán Cortés y sus descendientes. Se encuentra cerca del antiguo monasterio de San Francisco y del Palacio de Iturbide, antiguo palacio de los Marqueses de Jaral de Berrio (Marquesado de Jaral del Berrio). Fue construido por el arquitecto más famoso de la época, Francisco Guerrero y Torres y abarcaba toda una manzana, delimitada por las calles Segunda de San Francisco, Coliseo, Colegio de Niñas y Espíritu Santo. Hoy en día, estas calles se conocen como Madero, Bolívar, 16 de septiembre y Motolinía. Tenía tres pisos, cubiertos de roca roja de tezontle y piedra arenisca blanca gris. Cerca de la entrada principal había un gran nicho con una estatua de la Virgen de Guadalupe. El edificio original disponía de una barandilla de hierro forjado en dos de sus plantas, la segunda y la tercera, que rodeaba todo el edificio. Todo el interior estaba ricamente decorado con alfombras, cortinas pesadas, pinturas, porcelanas, relojes, esculturas y muebles ricamente tallados.

## Edificio actual
A través de los siglos, la mansión fue fragmentada y demolida en su mayor parte, quedando hoy día cinco predios, cuatro de los cuales contienen todavía el doble balcón original. El edificio sito en Bolívar 28 que alberga el Hotel Coliseo tiene la fachada modificada a principios del siglo XX, pero su estructura interior en la parte baja es original de la casa Borda. A principios del siglo XX, el número 33 de la calle Madero fue la sede del Salón Rojo, una de las primeras salas de cine en la ciudad. El Salón Rojo fue creado por Salvador Toscano y reinaugurado por Germán Camus con una escalera eléctrica. En la década de 1950, albergó un negocio de alfombras de lujo y después una oficina de correos. A finales del siglo XX, fue comprado por el banco Santander Serfín y una parte fue usada por el Museo Serfín. El museo ofrecía una pequeña colección de trajes indígenas y vestimenta de la época colonial. Tenía una especie de  "diccionario" de bordados y diseños con plumas para explicar el significado de los diferentes diseños que se encontraban en la exposición. Por desgracia cerró hace unos años...
El número 26 de la calle Bolivar es el único que mantiene toda su estructura interior original del siglo XVIII, ya que los otros predios fueron demolidos permaneciendo únicamente la fachada. Fue sede a principios del siglo XX de los Baños del Harem, y como vestigio de aquella época queda un panel de azulejería representando a Neptuno en el patio de cuadras. A principios del nuevo milenio ha sido totalmente remodelado y rescatado por la familia Yturbe bajo el asesoramiento de los arquitectos Marco A. Maza y Ema V. Pavón.